# Шену
Шену (фр. Chenou) је насељено место у Француској у региону Париски регион, у департману Сена и Марна.
По подацима из 2011. године у општини је живело 313 становника, а густина насељености је износила 22,78 становника/km².

## Демографија
| 1962. | 1968. | 1975. | 1982. | 1990. | 2011. |
| ----- | ----- | ----- | ----- | ----- | ----- |
| 289   | 244   | 229   | 253   | 277   | 313   |